# Orimarga pallidibasis
Orimarga pallidibasis är en tvåvingeart som beskrevs av Alexander 1921. Orimarga pallidibasis ingår i släktet Orimarga och familjen småharkrankar.
Artens utbredningsområde är Peru. Inga underarter finns listade i Catalogue of Life.